# Nicolò Chetta

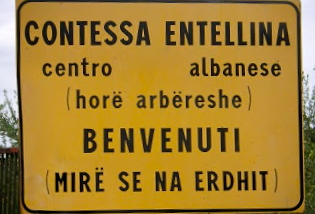
Tweetalig bord Italiaans-Albanees in Contessa Entellina op Sicilië

Nicolò Chetta (Contessa Entellina, 1741 – Palermo, 1803) was een priester van de Italo-Albanese-Katholieke Kerk in het koninkrijk Sicilië. Hij was een schrijver en dichter van en voor de christelijke gemeenschap der Arbëreshë. 
Zijn naam in het Albanees was Nikollë Keta.

## Levensloop
Chetta werd geboren in Contessa Entellina, een Siciliaans dorp met de langst bestaande Albanese inwijking, die teruggaat tot de jaren 1467-1520. Dit was de periode dat het Ottomaanse Rijk Albanië binnentrok. Chetta volgde priesterstudies aan het Italo-Albanese seminarie in Palermo en dit vanaf de leeftijd van 11 jaar. Dit seminarie was verbonden  aan de kerk San Nicolò dei Greci in Palermo, in het Albanees genoemd Klisha e Shën Kollit së Arbëreshëvet. Deze kerk wordt ook de Martorana genoemd. 
In 1766 werd hij tot priester gewijd in het pauselijk Grieks College Santo Atanasio in Rome. Aanvankelijk was Chetta kapelaan in zijn geboortedorp Contessa Entellina. 
In 1777 werd Chetta benoemd tot vice-rector en later tot rector van het priesterseminarie in Palermo. Door middel van zijn talenkennis in Albanees en Oudgrieks was hij in staat de priesterseminaristen op te leiden in de Italo-Albanese en Grieks-Byzantijnse traditie. 
Om familiale redenen woonde hij op het einde van zijn leven in Contessa Entellina; hij wijdde er zich verder aan studies in theologie, etnografie en geschiedenis. Hij stierf te Palermo in 1803 en liet met zijn geschriften een goed beeld na van de Albanese taal zoals de Arbëreshë ze spraken in de 18e eeuw op Sicilië.

## Werken
Chetta schreef werken van geschiedkundige, taalkundige en theologische aard. Zo gaf hij een woordenboek Albanees uit dat 5.000 woorden bevatte. Chetta’s werken handelden eveneens over etnografie. Zijn werken gaven een impuls aan het cultureel leven van Albaneestaligen op Sicilië. 
Als dichter schreef Chetta zowel religieuze als profane gedichten. Hij deed dit in het Albanees en in het Oudgrieks. In 1777 schreef hij het eerste sonnet in het Albanees ooit.